# حيرام بينغهام الثالث
حيرام بينغهام الثالث (بالإنجليزية: Hiram Bingham III)‏ (و. 1875 – 1956 م) هو سياسي، وطيار، وعالم آثار، ومستكشف، وبروفيسور (أستاذ جامعي) من الولايات المتحدة الأمريكية . ولد في هونولولو . تولى منصب Governor of Connecticut (7 يناير 1925–8 يناير 1925)، وGovernor of Connecticut، وعضو مجلس الشيوخ الأمريكي .
وهو عضو في الحزب الجمهوري .
توفي في واشنطن العاصمة .

## التعليم
تعلم في جامعة ييل، وجامعة هارفارد، وجامعة كاليفورنيا، بركلي

## مناصب وهيئات
أدار جامعة برنستون، وجامعة هارفارد.
| المناصب السياسية | المناصب السياسية                    | المناصب السياسية |
| ---------------- | ----------------------------------- | ---------------- |
| سبقه             | Governor of Connecticut 1925 - 1925 | تبعه             |